# Johann Ludwig Faber
Johann Ludwig Faber (Neurenberg, 1635 – aldaar, 28 november 1678) was een Duits kerklieddichter.

## Biografie
Johann Ludwig Faber was de zoon van een dominee. Hij zat eerst op de basisschool in Hersbruck. Na vier jaar op een gymnasium in Nürnberg studeerde hij in Altdorf bei Nürnberg, Tübingen en Heidelberg. In 1657 werd hij conrector en in 1664 rector magnificus van een school in Öttingen. In 1670 werd Faber leraar op het Aegidianum in zijn geboorteplaats; dit bleef hij tot aan zijn dood. In datzelfde jaar, waarin hij rector magnificus werd, werd hij lid van de Bloemenorde. In 1669 werd Johann Faber door Sigmund von Birken met de Dichterkrone gekroond. Faber stierf arm en liet zeven kinderen achter, een daarvan was Samuel Faber.

## Publicaties (selectie)
- Von Jesu, des Gekreuzigten, Erhöhung und Judas', seines Verräters, Verschmähung (1667)
- Ich bin verliebt. Komm her und siehe
- Ich laß ihn nicht, der sich gelassen um mein verscherztes Heil herab
- Herodes, der Kindermörder (1675)
- Abraham, der Gläubige, und Isaak, der Gehorsame (1675)